# ケビン・スローイー
ケビン・マイケル・スローイー（Kevin Michael Slowey, 1984年5月4日 - ）は、アメリカ合衆国・テキサス州コンロー出身のプロ野球選手（投手）。右投右打。
日本語では「スローウィ」とも表記される。

## 経歴

### ツインズ時代
2005年のMLBドラフトでミネソタ・ツインズから2巡目で指名され入団。
2007年は開幕をAAA級ロチェスター・レッドウイングスで迎え、6月1日にメジャーデビュー。7試合の登板で3勝0敗・防御率5.84の成績で、7月5日にAAA級ロチェスターに降格。ロチェスターでは10勝4敗、リーグ1位となる防御率1.76を記録し、インターナショナルリーグの最優秀投手に選出された。9月にメジャー昇格を果たし、13試合の登板で4勝1敗・防御率4.72の成績でメジャー1年目を終えた。
2008年はシーズン最初の登板となった4月3日のロサンゼルス・エンゼルス・オブ・アナハイム戦で3.1イニングで降板。4月11日に4月4日に遡り、右上腕二頭筋痛で故障者リスト入り。4月20日にマイナーリーグで復帰を果たし、5月8日にメジャー復帰を果たした。その後は故障者リスト入りすることなく27試合に先発し、12勝11敗・防御率3.99・2完封（リーグ最多タイ）を記録。
2009年は6月19日のヒューストン・アストロズ戦でロイ・ハラデイに次ぐ、リーグ2番目の早さで10勝に到達。7月3日のデトロイト・タイガース戦で右手首の痛め、3回で降板、翌4日に故障者リスト入り。その後、右手首手術を受け、リハビリと回復に2カ月から4カ月を要すとみられ、シーズンを終えた。
2010年は自己最高の13勝を記録。しかし、広いターゲット・フィールドに助けられたという評価を受けた。
2011年はスプリングトレーニングで先発5番手の座を争うことになった。結局満足な結果を残せずにブルペンへと回され、シーズンでも故障により離脱するなど前年からは一転して自己最低の成績に終わった。

### ツインズ退団後
12月6日にトレードでコロラド・ロッキーズに移籍したが、約1カ月半後の翌2012年1月20日にザック・パットナムとのトレードでクリーブランド・インディアンスに移籍した。11月1日にFAとなった。
2013年1月15日にマイアミ・マーリンズとマイナー契約を結んだ。10月7日にFAとなったが、12月27日にマーリンズとマイナー契約で再契約した。
2014年3月30日にマーリンズとメジャー契約を結んだが、6月24日に解雇された。オフの12月22日にフィラデルフィア・フィリーズとマイナー契約を結んだ。
2015年3月31日に解雇となる。

## 年度別投手成績
| 年 度     | 球 団     | 登 板 | 先 発 | 完 投 | 完 封 | 無 四 球 | 勝 利 | 敗 戦 | セ 丨 ブ | ホ 丨 ル ド | 勝 率 | 打 者 | 投 球 回 | 被 安 打 | 被 本 塁 打 | 与 四 球 | 敬 遠 | 与 死 球 | 奪 三 振 | 暴 投 | ボ 丨 ク | 失 点 | 自 責 点 | 防 御 率 | W H I P |
| --------- | --------- | ----- | ----- | ----- | ----- | -------- | ----- | ----- | -------- | ----------- | ----- | ----- | -------- | -------- | ----------- | -------- | ----- | -------- | -------- | ----- | -------- | ----- | -------- | -------- | ------- |
| 2007      | MIN       | 13    | 11    | 0     | 0     | 0        | 4     | 1     | 0        | 0           | .800  | 297   | 66.2     | 82       | 16          | 11       | 0     | 0        | 47       | 3     | 0        | 39    | 35       | 4.73     | 1.40    |
| 2008      | MIN       | 27    | 27    | 3     | 2     | 2        | 12    | 11    | 0        | 0           | .522  | 653   | 160.1    | 161      | 22          | 24       | 1     | 4        | 123      | 1     | 0        | 74    | 71       | 3.99     | 1.15    |
| 2009      | MIN       | 16    | 16    | 0     | 0     | 0        | 10    | 3     | 0        | 0           | .769  | 394   | 90.2     | 113      | 15          | 15       | 1     | 5        | 75       | 3     | 0        | 50    | 49       | 4.86     | 1.41    |
| 2010      | MIN       | 30    | 28    | 0     | 0     | 0        | 13    | 6     | 0        | 0           | .684  | 662   | 155.2    | 172      | 21          | 29       | 0     | 4        | 116      | 3     | 0        | 80    | 77       | 4.45     | 1.29    |
| 2011      | MIN       | 14    | 8     | 0     | 0     | 0        | 0     | 8     | 0        | 0           | .000  | 258   | 59.1     | 78       | 10          | 5        | 0     | 3        | 34       | 0     | 0        | 44    | 44       | 6.67     | 1.40    |
| 2013      | MIA       | 20    | 14    | 0     | 0     | 0        | 3     | 6     | 0        | 0           | .333  | 395   | 92.0     | 106      | 12          | 18       | 0     | 4        | 76       | 1     | 0        | 44    | 42       | 4.11     | 1.35    |
| 通算：6年 | 通算：6年 | 120   | 104   | 3     | 2     | 2        | 42    | 35    | 0        | 0           | .545  | 2659  | 624.2    | 712      | 96          | 102      | 2     | 20       | 471      | 11    | 0        | 331   | 318      | 4.58     | 1.30    |

- 2013年度シーズン終了時
- 各年度の太字はリーグ最高